# Pietro Mitolo
Pietro Mitolo (Bolzano, 27 aprile 1921 – Brescia, 24 febbraio 2010) è stato un militare e politico italiano, esponente del Movimento Sociale Italiano e già parlamentare europeo.

## Biografia
Ufficiale nell'aviazione da caccia della Repubblica Sociale Italiana, fu fondatore del MSI dell'Alto Adige. Assieme al fratello Andrea, fu un esponente di primo piano della politica locale; grande amico di Giorgio Almirante, che aveva fatto dell'Alto Adige una battaglia politica nazionale. Ricoprì per tre legislature la carica di consigliere provinciale e regionale.

## Carriera politica
In occasione delle elezioni europee del 1989 ottenne 20.502 voti di preferenza (circoscrizione nord-orientale) e nel maggio 1992 divenne parlamentare europeo subentrando a Gianfranco Fini. Nel 1994 fu eletto alla Camera: Mitolo, candidatosi nel collegio uninominale di Bolzano, ottenne il 32,1% dei voti, sconfiggendo il candidato del centro-sinistra Giovanni Salghetti Drioli, quello della Südtiroler Volkspartei, Elmar Pichler, e quello del Polo delle Libertà; fu peraltro l'unico eletto di AN tra i candidati concorrenti con il Polo delle Libertà nei collegi uninominali della Camera.
In veste di deputato, fu membro della Commissione per la politica regionale, l'assetto territoriale e le relazioni con i poteri regionali e locali e della Delegazione per le relazioni con la Polonia. Oltre alla vita politica, significativo fu il suo impegno per lo sport, che lo vide presidente della Basket Fiamma di Bolzano per lunghi anni. È deceduto nel 2010 all'età di 88 anni.